# Fekete Mihály (matematikus)
Fekete Mihály (1899-ig Schwarcz) (Zenta, 1886. július 19. – Jeruzsálem, 1957. május 13.) magyar-izraeli matematikus.

## Életútja
Budapesten végezte egyetemi tanulmányait, 1909-ben doktori címet kapott. Ezután egy évet Göttingenben, Landau mellett töltött. Budapestre hazatérve Beke Manó tanársegédje lett a Tudományegyetemen. Fejér Lipót hatására analízissel kezdett foglalkozni. 1914-1920 között a budapesti egyetemen az analízis magántanára és különböző középiskolákban tanár.
1920-ban állásait elveszítve a Pesti Izraelita Hitközség Főgimnáziumának tanára. 1928-ban a Jeruzsálemi Héber Egyetemen kezdett el dolgozni, egy évig mint előadó, majd 1955-ös nyugdíjazásáig az egyetem Matematikai Intézetének igazgatója. 1935-36-ban a  Természettudományi Kar dékánja, majd 1945-48 között az egyetem rektora.

## Matematikai eredményei
79 cikke többnyire valós és komplex függvénytannal és approximációelmélettel foglalkozott. Ő definiálta a transzfinit átmérő fogalmát. Igazolta, hogy minden kompakt végtelen halmaz transzfinit átmérője megegyezik Csebisev-állandójával. Foglalkozott sorok szummálhatósági kérdéseivel is. Tanulmányozta azt a kérdést, hogy egy kompakt halmazon adott polinom mikor approximálható egész együtthatós polinomokkal. Igazolta, hogy egy C[0,1]-beli függvény pontosan akkor közelíthető egész együtthatós polinomokkal, ha f(0), f(1) egészek. Ha viszont {\displaystyle f\in C[a,b]}, ahol {\displaystyle b-a\geq 4}, akkor f csak úgy lehet approximálható egész együtthatós polinomokkal, ha maga is az.
Tiszteletére Fekete-polinomoknak nevezik az
polinomokat, ahol p prímszám és {\displaystyle \left({\frac {k}{p}}\right)} a Legendre-szimbólum.